# Kashihara
Kashihara (橿原市 -shi) é uma cidade japonesa localizada na prefeitura de Nara.
Em 2015 a cidade tinha cerca de 124.829 habitantes e densidade populacional de 3.175,94 hab./km², distribuídos em 39,52 km² de área.
Recebeu o estatuto de cidade a 11 de fevereiro de 1956.